# Michał Jankowski (informatyk)
Michał Agaton Jankowski (ur. 28 sierpnia 1947, zm. 11 listopada 2015 w Warszawie) – polski matematyk, informatyk, działacz opozycji demokratycznej w PRL.

## Życiorys
Syn Hanny oraz Stanisława Jankowskiego, Agatona.
Od 1970 roku, po ukończeniu Wydziału Matematyki, Informatyki i Mechaniki Uniwersytetu Warszawskiego pracował na tym wydziale do 1999 roku. Uzyskał doktorat. Od 1980 roku należał do NSZZ „Solidarność”, w okresie 1980–1981 był wiceprzewodniczącym Komisji Wydziałowej.
W grudniu 1981 roku, po wprowadzeniu stanu wojennego drukował pierwsze ulotki „Solidarności”. W latach 1982–1985 drukował i kolportował biuletyn „Informacja Solidarności Region Mazowsze”, a w okresie 1982–1989 „Tygodnik Mazowsze”. Od 1982 roku pracował w Wydawnictwie CDN.
W latach 1983–1984 wspólnie z Jarosławem Deminetem i Włodzimierzem Grudzińskim redagował i drukował czasopismo „Godność”, kierowane do milicjantów. Drukował również pismo dla wojskowych: „Redutę” (1982–1985) oraz książki CDN. Ponadto zajmował się tzw. „legalizacją” (podrabianiem dokumentów na potrzeby podziemnej „Solidarności”), konstrukcją wyrzutni ulotek, przygotowywaniem audycji dla aresztowanych w Areszcie Śledczym Warszawa-Mokotów przy ul. Rakowieckiej oraz innymi spektakularnymi akcjami podziemia.
W latach 1993–2002 i 2008–2010 pracował jako informatyk (w tym dyrektor Departamentu Informatyki) w Ministerstwie Finansów, a w latach 2002–2008 na stanowisku zastępcy dyrektora Departamentu Informatyki i Telekomunikacji Narodowego Banku Polskiego.
Zmarł 11 listopada 2015. Pochowany na cmentarzu ewangelicko-augsburskim w Warszawie.

## Autorstwo podręczników
- (wraz z Janiną Jankowską) Metody numeryczne, tom 1, Wydawnictwa Naukowo-Techniczne, tom 1, Warszawa, 1981 (2. wyd w 1988)
- (wraz z Maksymilianem Dryją i Janiną Jankowską) Metody numeryczne, tom 2, Wydawnictwa Naukowo-Techniczne, Warszawa, 1982 (2. wyd w 1988)
- Elementy grafiki komputerowej z cyklu Klasyka informatyki, Wydawnictwa Naukowo-Techniczne, Warszawa, 1990, ISBN 83-204-3163-8.

## Odznaczenia
- 5 sierpnia 2011 roku prezydent Bronisław Komorowski postanowił o nadaniu Michałowi Jankowskiemu Krzyża Oficerskiego Orderu Odrodzenia Polski za wybitne zasługi w działalności na rzecz przemian demokratycznych w Polsce[6]. W imieniu Prezydenta order wręczył wicewojewoda mazowiecki Dariusz Piątek w maju 2012 roku[7].
- Odznaka „Zasłużony Działacz Kultury” (1999).